# شمشیر بریتانیایی
شمشیر بریتانیایی (به انگلیسی: British Steel) عنوان ششمین آلبوم استودیویی از گروه هوی متال بریتانیایی جوداس پریست است که در ۱۴ آوریل، ۱۹۸۰ با همکاری شرکت نشر اپیک رکوردز منتشر شد.
روی این آلبوم در ۲۰۰۱ مسترینگ دوباره‌ای صورت گرفت و آلبوم دوباره ضبط شده‌ای به همراه دو قطعه اهدایی منتشر شد.
در سی‌مین سالگرد تشکیل جوداس پریست گروه تمام این آلبوم را در اجرای زنده‌ای برای اولین بار اجرا کرد.
اسکات ایان نوازنده گیتار انتراکس در مورد آلبوم شمشیر بریتانیایی چنین گفته‌است: شمشیر بریتانیایی بدون شک آلبومی است که هوی متال واقعی را نشان می‌دهد.

## فهرست آهنگ‌ها

### نسخه بریتانیایی وینیل و سی‌دی مسترینگ دوباره
آهنگسازی آهنگ‌های این آلبوم بر عهده راب هالفرد، کی.کی. داونینگ و گلن تیپتون بوده‌است.
| شماره | نام آهنگ                              | مدت  |
| ----- | ------------------------------------- | ---- |
| ۱     | «شلیک سریع»                           | ۴:۰۸ |
| ۲     | «خدایان متال»                         | ۴:۰۰ |
| ۳     | «قانون را زیر پا بگذار»               | ۲:۳۵ |
| ۴     | «تیزکن»                               | ۳:۵۸ |
| ۵     | «متحد»                                | ۳:۳۵ |
| ۶     | «تو نباید حتماً پیر باشی تا عاقل باشی» | ۵:۰۴ |
| ۷     | «زندگی کردن پس از نیمه شب»            | ۳:۳۱ |
| ۸     | «طغیان»                               | ۴:۴۴ |
| ۹     | «استیلر»                              | ۴:۳۰ |

### نسخه اصلی وینیل و سی‌دی منتشر شده در آمریکا
| شماره | نام آهنگ                              | مدت  |
| ----- | ------------------------------------- | ---- |
| ۱     | «قانون را زیر پا بگذار»               | ۲:۳۵ |
| ۲     | «شلیک سریع»                           | ۴:۰۸ |
| ۳     | «خدایان متال»                         | ۴:۰۰ |
| ۴     | «تیزکن»                               | ۳:۵۸ |
| ۵     | «متحد»                                | ۳:۳۵ |
| ۶     | «زندگی کردن پس از نیمه شب»            | ۳:۳۱ |
| ۷     | «تو نباید حتماً پیر باشی تا عاقل باشی» | ۵:۰۴ |
| ۸     | «طغیان»                               | ۴:۴۴ |
| ۹     | «استیلر»                              | ۴:۳۰ |

دو آهنگ زیر به صورت قطعه اهدایی در نسخه ۲۰۰۱ منتشر شدند:
| شماره | نام آهنگ                                              | مدت  |
| ----- | ----------------------------------------------------- | ---- |
| ۱     | «قرمز، سفید و آبی» (ضبط در ۱۹۸۵ همراه با آلبوم توربو) | ۳:۴۲ |
| ۲     | «تیز کن» (اجرای زنده ۱۹۸۴ در لانگ بیچ آرنا)           | ۴:۴۹ |

## اعضای گروه
- راب هالفرد - خواننده
- کی.کی. داونینگ - گیتار
- گلن تیپتون - گیتار
- یان هیل - گیتار باس
- دیو هالند - درامز

## رتبه‌ها
| جدول (۱۹۸۰)          | رتبه |
| -------------------- | ---- |
| جدول موسیقی بریتانیا | ۴    |
| بیلبورد ۲۰۰          | ۳۴   |